# 하와이킴엔터테인먼트
하와이킴 엔터테인먼트(Hawaiikim Entertainment)는 대한민국의 연예기획사이다.

## 현재 소속 연예인
- 샵건
- 아리샤